# Fußball-Bezirksklasse Südhessen 1937/38
Die Fußball-Bezirksklasse Südhessen 1937/38 war die fünfte Spielzeit der Fußball-Bezirksklasse Südhessen im Sportgau Südwest. Sie diente als eine von sechs zweitklassigen Bezirksklassen als Unterbau der Gauliga Südwest. Die Bezirksmeister dieser sechs Spielklassen qualifizierten sich für eine Aufstiegsrunde, in der zwei Aufsteiger zur Gauliga Südwest ausgespielt wurden.
Die Bezirksklasse Südhessen startete mit zwölf teilnehmenden Vereinen und wurde im Rundenturnier mit Hin-und-Rückspiel ausgetragen. Die Saison begann am 12. September 1937, das letzte Spiel kam am 20. Juni 1938 zur Austragung. Auf Grund einer Maul- und Klauenseuchen-Pandemie im Bezirksgebiet kam es im November 1937 zu einer Veranstaltungssperre. Erst im Ende Dezember normalisierte sich der Spielbetrieb wieder.
Der Serienmeister Militär-SV Darmstadt startete schlecht in die Saison, bis Dezember 1937 standen schon drei Niederlagen zu Buche, wohingegen der SC Olympia Lorsch bis Dezember 1937 noch ungeschlagen war. Der Militär-SV gewann zwar das direkte Duell gegen Lorsch am 23. Januar 1938, verlor dafür in der nachfolgenden Woche gegen Normannia Pfiffligheim, welche sich Ende Januar bereits einen Vorsprung von acht Punkten (bei vier ausgetragenen Spielen mehr) gegenüber Lorsch ausspielen konnten. Im weiteren Saisonverlauf und mit Austragung einiger Nachholspiele konnte Olympia Lorsch aufholen. Das direkte Duell zwischen Lorsch und Pfiffligheim am 27. März 1938 entschied Lorsch mit 3:0 für sich und war seit diesem Spieltag Tabellenführer. Der MSV Darmstadt konnte Pfiffligheim ebenfalls noch abfangen und sich zumindest die Vizemeisterschaft sichern. Somit qualifizierte sich Olympia Lorsch für die Aufstiegsrunde zur Gauliga Südwest 1938/39, doch auch sie scheiterten an stärkeren Vereinen aus dem Gaugebiet und blieben in der Zweitklassigkeit.
Zur kommenden Spielzeit wurden einige Bezirksklassen neu eingeteilt. Mit dem Wegfall der Bezirksklasse Südmain wechselte der überwiegende Teil der Mannschaften in die Bezirksklasse Südhessen. Dafür wurden die Vereine um Worms und Umland zur kommenden Spielzeit der Bezirksklasse Rheinpfalz zugeordnet.

## Kreuztabelle
Die Kreuztabelle stellt die Ergebnisse aller überlieferten Spiele dieser Saison dar. Die Heimmannschaft ist in der linken Spalte, die Gastmannschaft in der oberen Zeile aufgelistet.
| 1937/38                | LOR | MSV | Normannia Pfiffligheim | Olympia Lampertheim | BÜR | ARH | Germania Ober-Roden | SV Darmstadt 98 | BWW | ALW  | WIX  | HOR  |
| ---------------------- | --- | --- | ---------------------- | ------------------- | --- | --- | ------------------- | --------------- | --- | ---- | ---- | ---- |
| SC Olympia Lorsch      |     | 2:1 | 1:1                    | 1:3                 | 2:1 | 3:1 | 5:0                 | 3:4             | 4:2 | 3:1  | 9:0  | 3:1  |
| Militär-SV Darmstadt   | 5:0 |     | 1:3                    | 1:2                 | 6:2 | 4:1 | 1:1                 | 1:0             | 1:0 | +0:0 | 3:2  | 6:1  |
| Normannia Pfiffligheim | 0:3 | 3:1 |                        | 4:2                 | 3:1 | 2:3 | 1:0                 | 2:4             | 9:1 | 4:1  | 7:1  | 6:1  |
| Olympia Lampertheim    | 0:2 | 0:6 | 4:1                    |                     | 3:2 | 2:1 | 0:2                 | 3:0             | 2:4 | 8:0  | 3:1  | 4:3  |
| VfR Bürstadt           | 0:2 | 4:1 | 3:2                    | 2:1                 |     | 2:0 | 5:0                 | 0:0             | 1:1 | 1:0  | 2:1  | 7:1  |
| SpVgg 04 Arheilgen     | 2:2 | 1:3 | 1:2 a                  | 5:2                 | 2:2 |     | 1:1                 | 2:1             | 7:1 | 5:2  | 0:0  | 2:1  |
| Germania Ober-Roden    | 1:1 | 1:1 | 2:1                    | 1:1                 | 2:4 | 2:0 |                     | 2:1             | 0:0 | 2:1  | 1:1  | 4:1  |
| SV Darmstadt 98        | 1:2 | 2:3 | 2:2                    | 0:1                 | 4:2 | 6:1 | 2:0                 |                 | 3:3 | 2:3  | 7:2  | 5:0  |
| FC Blau-Weiß Worms     | 3:4 | 4:1 | 1:3                    | 2:3                 | 2:0 | 4:2 | 6:2                 | 3:2             |     | 0:0  | 1:0  | 4:1  |
| Alemannia Worms        | 3:1 | 0:6 | 1:3                    | 2:2                 | 2:1 | 0:1 | 6:2                 | 1:1             | 3:1 |      | 4:2  | 9:3  |
| Union Wixhausen        | 2:3 | 2:2 | 1:2                    | +0:0                | 1:1 | 0:2 | 0:2                 | 3:3             | 4:2 | 3:5  |      | +0:0 |
| SV Horchheim           | 2:4 | 2:6 | 2:1                    | 4:4                 | 3:1 | 0:2 | 1:1                 | 0:1             | 3:3 | 2:2  | 0:0+ |      |

## Abschlusstabelle
| Pl. | Verein                   | Sp. | S  | U | N  | Tore    | Quote | Punkte |
| --- | ------------------------ | --- | -- | - | -- | ------- | ----- | ------ |
| 1.  | SC Olympia Lorsch b      | 22  | 15 | 3 | 4  | 060:340 | 1,76  | 33:11  |
| 2.  | Militär-SV Darmstadt (M) | 22  | 13 | 3 | 6  | 060:330 | 1,82  | 29:15  |
| 3.  | Normannia Pfiffligheim b | 22  | 13 | 2 | 7  | 062:370 | 1,68  | 28:16  |
| 4.  | Olympia Lampertheim b    | 22  | 11 | 3 | 8  | 050:440 | 1,14  | 25:19  |
| 5.  | VfR Bürstadt b           | 22  | 9  | 4 | 9  | 044:390 | 1,13  | 22:22  |
| 6.  | SpVgg 94 Arheilgen       | 22  | 9  | 4 | 9  | 042:420 | 1,00  | 22:22  |
| 7.  | Germania Ober-Roden (N)  | 22  | 7  | 8 | 7  | 029:400 | 0,73  | 22:22  |
| 8.  | SV Darmstadt 98          | 22  | 8  | 5 | 9  | 051:390 | 1,31  | 21:23  |
| 9.  | FC Blau-Weiß Worms b (N) | 22  | 8  | 5 | 9  | 048:550 | 0,87  | 21:23  |
| 10. | Alemannia Worms c        | 22  | 8  | 4 | 10 | 046:530 | 0,87  | 20:24  |
| 11. | Union Wixhausen (N)      | 22  | 4  | 5 | 13 | 026:590 | 0,44  | 13:31  |
| 12. | SV Horchheim             | 22  | 2  | 4 | 16 | 032:750 | 0,43  | 08:36  |

| (M) | Titelverteidiger                |
| (N) | Aufsteiger aus den Kreisklassen |